# Dorival Geraldo dos Santos
Dorival Geraldo dos Santos, (Campinas, 21 de Julho de 1928) conhecido como  "Dori", foi um futebolista brasileiro que atuou como ponta-direita. Atuou em grande parte de sua carreira no clube Guarani de Campinas, onde sagrou-se Campeão Paulista da Segunda Divisão em 1950.